# Gilchrist (Oregon)
Pour les articles homonymes, voir Gilchrist.
Gilchrist est une localité américaine située dans le comté de Klamath, dans l'Oregon.